# Clathrospora heterospora
Clathrospora heterospora är en svampart som tillhör divisionen sporsäcksvampar, och som först beskrevs av De Not., och fick sitt nu gällande namn av Lewis Edgar Wehmeyer. Clathrospora heterospora ingår i släktet Clathrospora, och familjen Diademaceae. Arten är reproducerande i Sverige.